# Żelazno (Kościan)
Pour les articles homonymes, voir Żelazno.
Żelazno (prononciation : [ʐɛˈlaznɔ]) est un village polonais de la gmina de Krzywiń dans le powiat de Kościan de la voïvodie de Grande-Pologne dans le centre-ouest de la Pologne.
Il se situe à environ 6 kilomètres au sud-est de Krzywiń (siège de la gmina), à 24 kilomètres au sud-est de Kościan (siège du powiat) et à 52 kilomètres au sud de Poznań (capitale régionale).
Le village possédait une population de 320 habitants en 2011.

## Histoire
De 1975 à 1998, le village faisait partie du territoire de la voïvodie de Leszno.

Depuis 1999, Żelazno est situé dans la voïvodie de Grande-Pologne.